# T-26
T-26 je bio sovjetski tenk koji se proizvodio do 1940. godine

### Nastanak
Krajem dvadesetih godina 20. stoljeća britanska kompanija Vickers proizvela je svoj 6 tonski tenk koji postaje veliki izvozni uspjeh. Koristeći taj tenk kao osnovu Sovjetski Savez kupuje njegova licencna prava i počinje 1931. godine proizvodnju svoje verzije tog tenka pod imenom T-26. Do završetka proizvodnje 1940. godine bilo je proizvedeno sveukupno 12000 njegovih primjeraka.

### Ratna upotreba
Prvo vatreno krštenje ovaj tenk doživljava tijekom Španjolskog građanskog rata kada se dokazuje kao puno bolji od Panzer I tenka i unajmanju ruku jednako tada najboljem njemačkom tenku Panzer II. Bez obzira na poboljšanja modela odnos između te tri vrste tenkova ostaje istovjetan i u trenutku Njemačkog napada na Sovjetski Savez samo što tada protivnici u bitku ubacuju svoje nove modele Panzer III i Panzer IV protiv kojih T-26 jednostavno nije mogao ništa. 
Osim toga tijekom lipnja 1941. godine pojavio se i drugi za vrhovni štab Crvene armije neočekivani problem. Oni su na papiru posjedovali 12000 primjeraka ovog tenka, ali u stvarnosti zbog nedostatka dijelova ili neodržavanja manje od 1000 primjeraka je bilo bojno sposobno tako da ih je velika većina zarobljena bez borbe.
Kako su Nijemci tijekom prve godine rata postepeno povećavali oklop svojih tenkova, tako je upotrebljivost ovog predratnog model padala sve niže do polovice 1942. godine kada su donosi odluka o prestanku njihova korištenja.

### Oprema
Početna verzija ovog tenka je bila naoružana samo s automatskim oružjem koje se odmah poslije prve godine proizvodnje skida da bi bilo zamijenjeno topom od 37 mm. kojih se nakon samo 12 mjeseci mijenja s onim većim od 45 mm. Verzija T-26 naoružana tip topom se proslavljuje u borbama s njemački i talijanskim oklopnim jedinicama tijekom Španjolskog građanskog rata. Kada potreba za stalno većim topom radi probijanja neprijateljskog oklopa rezultira krajem tridesetih godina neuspjehom tijekom ugradnje topa od 76.2 mm donosi se odluka o zaustavljanju proizvodnje ovog tenka. 
Kako je rasla veličina topa u T-26 tako je slično rasla debljina oklopa koji raste od 15 na 25 mm ( najčvršće mjesto ).
Odluka o prestanku proizvodnje 1940. godine pada zajedno s odlukom o gradnji njegovog nasljednika imena T-34